# Phòng tắm nắng

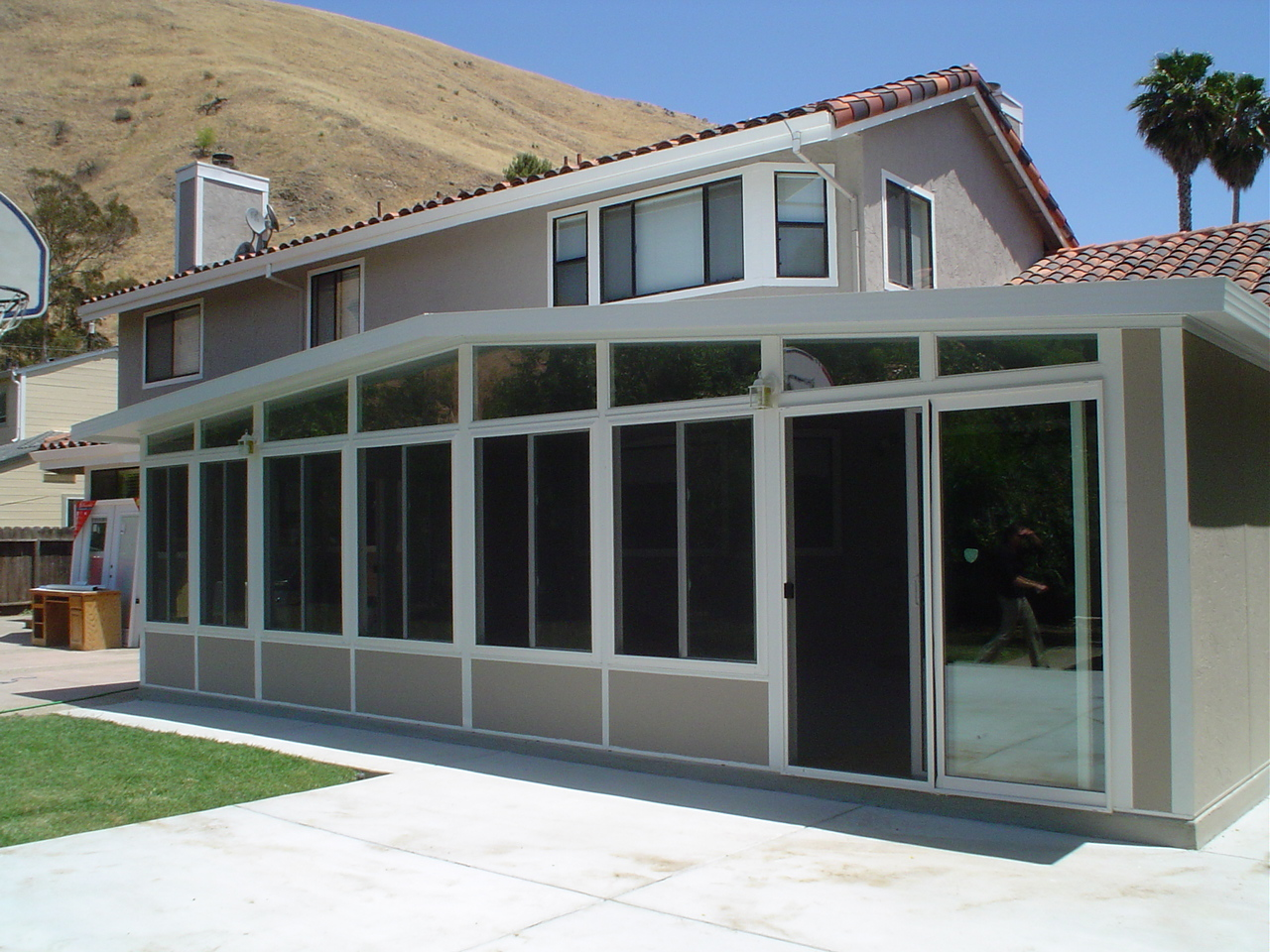
Phía ngoài của phòng tắm nắng

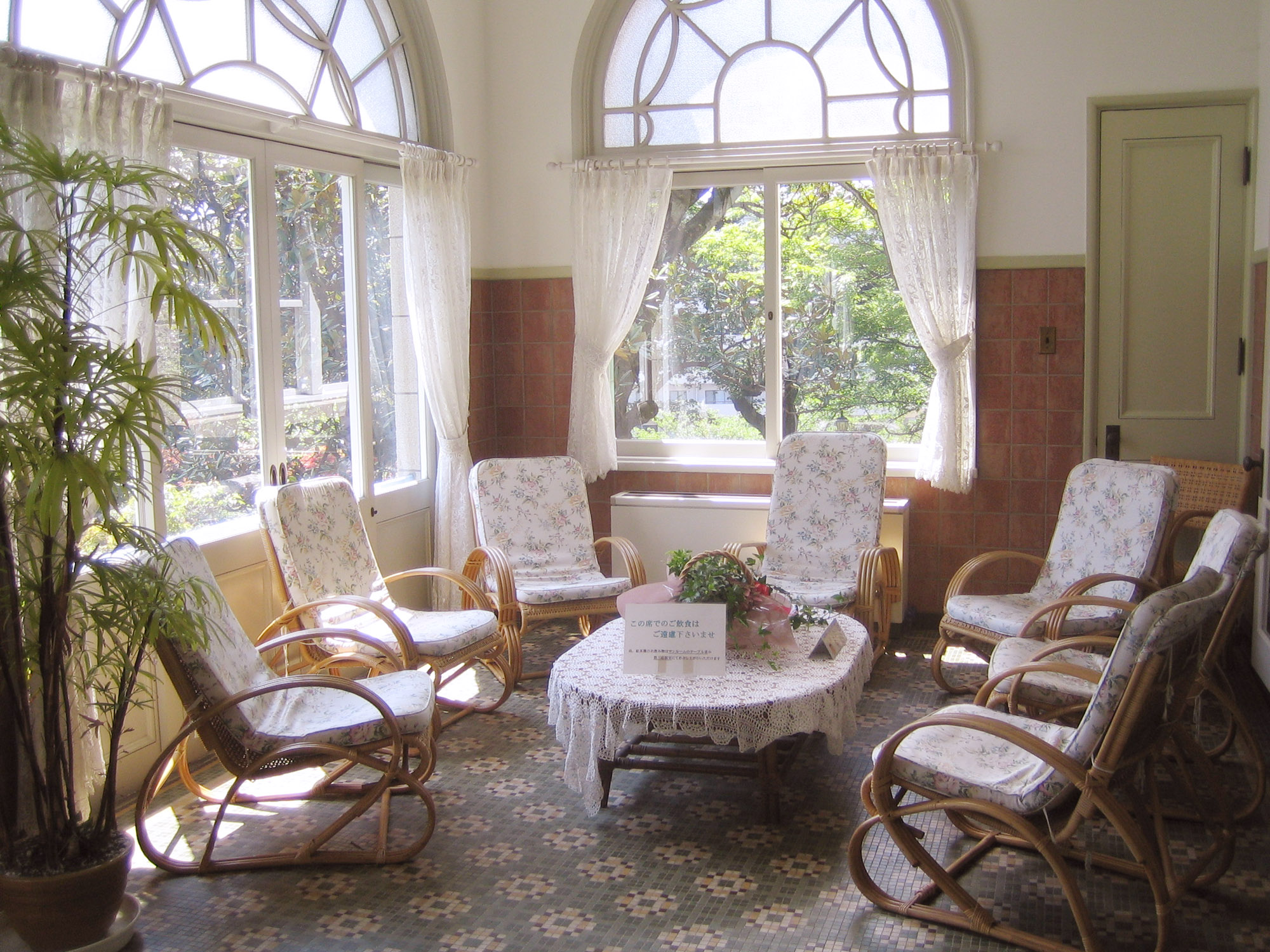
Bên trong một phòng tắm nắng ở Tokyo

Phòng tắm nắng hay phòng hứng nắng (tiếng Anh: Sunroom) là một phòng được thiết kế, bố trí trong một ngôi nhà (thường làm phòng khách hay phòng khánh tiết) hoặc một bên ngôi nhà theo kiểu phòng lồi nơi cho phép con người tận hưởng và thưởng lãm các cảnh quan xung quanh mà lại được che chở trước những điều kiện thời tiết bất lợi như mưa, gió, phòng này được làm bằng các vật liệu hiện đại như nhựa, kính..... Loại hình phòng này được phổ biến ở Hoa Kỳ, Châu Âu, Canada, Australia, và New Zealand.
Cấu trúc của phòng thường được xây dựng bằng gạch, gỗ, thủy tinh hoặc nhựa PVC. Gạch hoặc gỗ cơ sở tạo nên kết cấu cơ bản và có sự hỗ trợ quan trọng cho PVC. Các tấm kính lớn và thường trong suốt và rõ ràng thay vì mờ. Những mái nhà có thể có những tấm kính, nhưng thường được lắp đặt bằng một vật liệu nhựa cho phép đón ánh sáng mặt trời. Một số phòng tắm nắng được thiết kế để xem danh lam thắng cảnh, trong khi những người khác được thiết kế để thu thập ánh sáng mặt trời ấm áp và ánh sáng. Một số phòng có bức tường làm bằng thủy tinh (hoặc nhựa), ở các cửa sổ, và mái kính.
Với những công nghệ mới nhất của thủy tinh và công nghệ kháng nhiệt, cách nhiện, những phòng tắm nắng hiện nay ở Mỹ có thể được sử dụng hiệu quả tại các bang miền Nam nổi tiếng với khí hậu nóng như Florida, Texas và Arizona hay các vùng khí hậu lạnh hơn các bang miền bắc.